# Aleksiej Pażytnow
Aleksiej Leonidowicz Pażytnow, ros. Алексей Леонидович Пажитнов (ur. 14 marca 1956 w Moskwie) – rosyjski programista, twórca gry komputerowej Tetris.

## Życiorys
Gra powstała w Centrum Komputerowym Akademii Nauk ZSRR w Moskwie przy współudziale Dimitrija Pawłowskiego i Wadima Geriasimowa. Twórcy Tetris inspirowali się układanką Pentomino, w której zredukowano liczbę klocków i zdynamizowano całość, dodając uproszczoną grawitację. Tetris błyskawicznie stał się jedną z najpopularniejszych gier komputerowych na świecie. Jego różne wersje działają praktycznie na każdej platformie sprzętowej i są kompatybilne ze wszystkimi systemami operacyjnymi.
Pażytnow osiedlił się w Stanach Zjednoczonych, dokąd wyemigrował w 1991. Wiosną 1996 założył własną firmę produkującą gry „The Tetris Company”, jednak nie przyniosła ona oczekiwanych zysków i została zamknięta zaledwie po kilku miesiącach działalności. W październiku 1996 Pażytnow zatrudnił się w Microsofcie, gdzie był odpowiedzialny za projektowanie i tworzenie nowych gier. Opuścił Microsoft w maju 2005 roku i rozpoczął współpracę z firmą WildSnake Software, produkującą gry logiczne typu puzzle.